# Albrecht Júlia
Albrecht Júlia (Budapest, 1948. szeptember 28. –) Munkácsy Mihály-díjas magyar keramikus, festő, Kálmán Alajos akadémikus második felesége.

## Életpályája
1967-ben érettségizett a Képző- és Iparművészeti Gimnáziumban; ugyanakkor kerámiakészítő szakmunkásvizsgát is tett. 1973-tól a Magyar Képzőművészeti Főiskola festő-tanár szakára járt; mesterei Barcsay Jenő, Somogyi József, Szentiványi Lajos, Tóth Tibor és Ujváry Lajos voltak. Végzés után, 1979-től a Képző- és Iparművészeti Szakközépiskola kerámia szakának művésztanára volt. Pályájának kezdetén festő volt, 1976 óta foglalkozik kerámiával. Főként kisplasztikákat, kis szériás használati és dísztárgyakat készít.
Gyakran publikált művészeti tárgyú írásokat a 2012-ben megszűnt Rákosvidék című helyi közéleti lapban.

## Egyéni kiállításai
- 1979 • Stúdió Galéria, Budapest • Művelődési Központ, Gyula
- 1980 • EVIG Művelődési Ház, Budapest
- 1982 • Pataky Galéria, Budapest
- 1985 • Bástya Galéria, Budapest • Lágymányosi Közösségi Ház Galéria, Budapest • Könyvtár, Érd
- 1995 • Erdős Renée Ház, Budapest
- 1998 • Podmaniczky-terem, Budapest.

## Részvétele csoportos kiállításokon (válogatás)
- 1979, 1983, 1985 • Alföldi Tárlat, Munkácsy Mihály Múzeum, Békéscsaba
- 1982, 1988, 1992, 1996, 1998 • Országos Kerámia Biennálé, Pécs
- 1984, 1987 • Nemzetközi Mini Kerámia Triennále, Zágráb
- 1989, 1995 • XI., XIV. Országos Kisplasztikai Biennálé, Pécs
- 1995 • Helyzetkép/Magyar szobrászat, Műcsarnok, Budapest
- 1996 • A szabadban, MKT, Gödöllő
- 1997 • Pelso ’97, Keszthely
- 1998 • Őszi Kerámia kiállítás, MKT, Palme Ház, Budapest • Magyar Művésztanárok Társasága kiállítása, Párizs.

## Művei közgyűjteményekben
- Városi Gyűjtemény, Gyula
- Nemzetközi Kerámia Stúdió Gyűjtemény, Kecskemét.